# Бука, Дональд
Дональд Бука (англ. Donald Buka; 17 августа 1920 года — 21 июля 2009 года) — американский актёр театра, радио, кино и телевидения 1940—1980-х годов.
Бука сыграл в таких фильмах, как «Дозор на Рейне» (1943), «Улица без названия» (1948), «Между полночью и рассветом» (1950), «Вендетта» (1950), «Украденная личность» (1953), «Операция „Эйхманн“» (1961) и «Шоковая терапия» (1964).
Также в период с 1940 по 1985 год (с перерывами) Бука работал на бродвейской сцене, в 1942—1974 годах играл в радиосериалах, а в 1949—1987 годах снимался в телесериалах.

## Ранние годы и начало карьеры
Дональд Бука родился 17 августа 1920 года в Кливленде, Огайо. В начале 1940-х годов, будучи ещё подростком, Бука начал выступать с театром Альфреда Ланта.

## Театральная карьера
В 1940 году Бука впервые появился на бродвейской сцене в роли Бортоломея, пажа лорда, в спектакле театра Guild «Укрощение строптивой» (1940) с Альфредом Лантом и Линн Фонтэнн в главных ролях в единственной шекспировской постановке Ланта. К концу года Бука играл ансамблевую роль в шекспировской комедии «Двенадцатая ночь» (1940—1941) с Хелен Хейс в главной роли.
В 1944 году Бука был занят одновременно в трёх бродвейских спектаклях — комедии «Блестящий мальчик» (1944), музыкальном спектакле «Елена едет в Трою» (1944) на музыку Жака Оффенбаха с хореографией Леонида Мясина и комедии «Софи» (1944). В 1945 году после неудачи спектакля «Прожить жизнь заново» (1945) «красивый актёр с тёмными волосами переключил своё внимание на кино и телевидение».
Позднее на внебродвейской сцене Бука играл в спектаклях «Счётная машинка» (1956) в Phoenix Theatre и «Гамлет» (1957) в Lucille Lortel Theatre (он был голосом короля Клавдия).
В 1966 году Бука вернулся на Бродвей в качестве режиссёра спектакля «Те, кто играет клоунов» (1966), а в 1970-е годы сыграл в спектаклях «Техасская трилогия» (1976), комедия «Майор Барбара» (1980), «Кукуруза зелёная» (1983) и «Создан для жизни» (1984—1985). Кроме того, в течение многих лет Бука вёл на Манхэттене курсы актёрского мастерства.

## Карьера в кинематографе
В 1943 году в промежутке между театральными ролями Бука дебютировал в кино в предвоенной драме по книге Лилиан Хеллман «Дозор на Рейне» (1943), сыграв роль сына немецкого инженера-антифашиста, который с благословения своей американской матери (Бетт Дейвис) отправляется в нацистскую Германию на поиски отца.
. По мнению критика Роберта Симонсона, эта роль осталась, «вероятно, самой известной» в кинокарьере Буки.
В следующий раз Бука появился на большом экране лишь пять лет спустя в фильме нуар Уильяма Кайли «Улица без названия» (1948) в качестве жестокого подручного главаря банды, которого играет Ричард Уидмарк. Наряду с другими актёрами второго плана кинокритик «Нью-Йорк таймс» Босли Краузер особенно выделил «острую игру Буки и Джозефа Певни в качестве членов банды».
В 1950 году вышло два фильма с участием Буки — «Вендетта» и «Между полночью и рассветом». Историческую криминальную драму «Вендетта» продюсировал лично миллиардер Говард Хьюз, по ходу работы над фильмом несколько раз сменивший режиссёра. В этой картине, действие которой происходит в 1825 году на Корсике, Бука сыграл важную роль друга семьи главной героини (Фейт Домерг), которая намерена отомстить за убийство своего отца. Работа над фильмом затянулась на несколько лет и стоила больших денег, однако не добилась успеха ни у критиков, ни у зрителей. По словам историка кино Тома Вэлланса, картина «стала одной из легендарных катастроф Голливуда». Она получила «убийственную критику и безразличие публики» и «была жёстко раскритикована, как многословная и напыщенная мелодрама о корсиканской мести».
Фильм нуар «Между полуночью и рассветом» (1950) рассказывал о двух патрульных полицейских в Лос-Анджелесе, которые вступают в смертельную схватку в главарём банды рэкетиров (Бука), который в итоге убивает одного из них, но гибнет от пули второго. Хотя фильм получил сдержанные отклики критики из-за своего «дидактического подхода» и чрезмерной идеализации полицейских, тем не менее, многие критики обратили внимание на игру Буки. Так, историк кино Боб Порфирио отмечает «удачный контраст между озлобленным копом в исполнении Эдмонда О’Брайена и стильным образом гангстера, который создал Бука», а другой современный кинокритик Шон Эксмейкер пишет, что «своим прилизанным, молодцеватым лицом, звериными глазами и личностью уличного бандита под дорогой стильной одеждой Дональд Бука создаёт запоминающийся образ злодея».
После роли второго плана в вестерне «Нью-Мексико» (1951) Бука отправился в Вену для съёмок в фильме нуар Гюнтера фон Фрича «Украденная личность» (1953). В этой картине он сыграл редкую для себя главную роль нелегального венского таксиста, мечтающего перебраться в США, который завладевает документами убитого на его глазах американского бизнесмена, после чего входит в новую жизнь с красивой любовницей и её ревнивым мужем, совершившим убийство. По информации «Нью-Йорк таймс», больше всего Бука любил свои роли в фильмах «Между полностью и рассветом» и «Украденная личность».
В криминальной драме «Операция „Эйхманн“» (1961), рассказывающей историю нацистского военного преступника Адольфа Эйхманна, Бука сыграл важную роль ведущего на него охоту вымышленного агента Моссад. По мнению кинокритика «Нью-Йорк таймс» Говарда Томпсона, это «довольно стандартная мелодрама на фактическом материале, которая, что очевидно, делалась в спешке». Как далее отмечает Томпсон, «к сожалению, несмотря на всё усердие Дональда Буки, Стива Граверса и других преследующих Эйхманна израильских агентов, их погоня имеет вид и звучание дешевого криминального чтива».
В 1964 году Бука сыграл роль психолога в криминальном триллере «Шоковая терапия» (1964) с Лорен Бэколл в роли главного врача психиатрической больницы, которая пытается завладеть богатой добычей, которую предположительно спрятал один из её пациентов. Большинство критиков сошлись во мнении, что это «странная и неудачная мелодрама», и «в последующие десятилетия картина канула в безвестность».
Последний раз Бука появился на большом экране в боксёрской драме с расовыми обертонами «Великая белая надежда» (1970), сыграв небольшую роль репортёра.

## Карьера на телевидении
На протяжении 1949—1987 годов Бука сыграл в более чем в 70 эпизодах 58 различных сериалов. В частности, он сыграл в таких «значимых телепрограммах» как «Телевизионный театр „Крафт“» (1950), «Телевизионный театр „Филко“» (1951), «Облава» (1957), «Команда М» (1959), «Альфред Хичкок представляет» (1960), «Сансет-стрип, 77» (1959—1961, 2 эпизода), Шоу Барбары Стэнвик (1961), «Шаг за грань» (1961), «Перри Мейсон» (1964), «Гомер Куча, морпех» (1967) и «Айронсайд» (1967).

## Актёрское амплуа и оценка творчества
Как написал историк кино Брюс Эдер, «исполнитель главных ролей и характерный актёр Дональд Бука имел длительную карьеру на телевидении, перемежаемую иногда заметными ролями в кино, а также игрой на Бродвее в начале и конце карьеры». Театральный критик Роберт Симонсон со своей стороны отметил, что Бука был "многолетним театральным актёром, который гастролировал с театром Ланта и Фонтэнн и играл с такими актёрами, как Хелен Хейс и Бетти Дейвис. По свидетельству «Нью-Йор таймс» «первой и самой долгой любовью Буки оставался театр, где он работал не только как актёр, но и как режиссёр». Как далее отмечается в некрологе газеты, «Дональда будут помнить за его неподражаемое обаяние, силу духа, энергичный стиль и умение радоваться жизни».
Актриса Иветт Виккерс рассказывала, как Бука дрался с ней в одной из сцен телесериала «Бунтарь» (1961): «Он был хороший актёр, и дело у нас шло. Мы были оба энергетически сильно заряжены, как будто всё происходило на самом деле. Да, мы были очень жестки. Но потом вместе пошли в ресторан. Он был очарователен».

## Личная жизнь
Бука был женат трижды. В первом браке у него родился сын Роберт Л. Бука, который работает врачом в Нью-Йорке.

## Смерть
Дональд Бука умер 21 июля 2009 года в Рединге, Массачусетс, в возрасте 88 лет.

## Фильмография
| Год         |    | Русское название               | Оригинальное название             | Роль                                              |
| ----------- | -- | ------------------------------ | --------------------------------- | ------------------------------------------------- |
| 1943        | ф  | Дозор на Рейне                 | Watch on the Rhine                | Джошуа                                            |
| 1945        | тф | Мещанин во дворянстве          | The Bourgeois Gentleman           | (в титрах не указан)                              |
| 1948        | ф  | Улица без названия             | The Street with No Name           | Шивви                                             |
| 1949        | с  | Театр NBC                      | NBC Presents                      | (1 эпизод)                                        |
| 1949        | с  | Театр «Колгейт»                | Colgate Theatre                   | (1 эпизод)                                        |
| 1949        | с  | Серебряный театр               | The Silver Theatre                | (1 эпизод)                                        |
| 1949—1951   | с  | Саспенс                        | Suspense                          | разные роли (4 эпизода)                           |
| 1949—1951   | с  | Руки убийства                  | Hands of Murder                   | разные роли (2 эпизода)                           |
| 1950        | ф  | Между полночью и рассветом     | Between Midnight and Dawn         | Ритчи Гаррис                                      |
| 1950        | ф  | Вендетта                       | Vendetta                          | Падрино, бандит                                   |
| 1950        | с  | Время музыкально комедии       | Musical Comedy Time               | (1 эпизод)                                        |
| 1950        | с  | Романтический театр            | Theatre of Romance                | (1 эпизод)                                        |
| 1950        | с  | Телевизионный театр «Крафта»   | Kraft Television Theatre          | (1 эпизод)                                        |
| 1951        | ф  | Нью-Мексико                    | New Mexico                        | рядовой Ван Вечтон                                |
| 1951        | с  | Часы                           | The Clock                         | (1 эпизод)                                        |
| 1951        | с  | Большой город                  | Big Town                          | (1 эпизод)                                        |
| 1951        | с  | Телевизионный театр «Филко»    | The Philco Television Playhouse   | (1 эпизод)                                        |
| 1951        | с  | Сеть                           | The Web                           | (1 эпизод)                                        |
| 1951 — 1952 | с  | Отбой                          | Lights Out                        | (2 эпизода)                                       |
| 1951— 1962  | с  | Театр «Армстронга»             | Armstrong Circle Theatre          | разные роли (2 эпизода)                           |
| 1952        | с  | Роберт Монтгомери представляет | Robert Montgomery Presents        | (1 эпизод)                                        |
| 1952        | с  | Видеотеатр «Люкс»              | Lux Video Theatre                 | Томми (1 эпизод)                                  |
| 1952        | с  | Сказки завтрашнего дня         | Tales of Tomorrow                 | (1 эпизод)                                        |
| 1953        | ф  | Украденная личность            | Stolen Identity                   | Тони Спонер                                       |
| 1953        | с  | Человек против преступности    | Man Against Crime                 | Ричи (1 эпизод)                                   |
| 1955        | с  | Кульминация                    | Climax!                           | Боб Зурко (1 эпизод)                              |
| 1955        | с  | Я шпион                        | I Spy                             | лейтенант Виришинский (1 эпизод)                  |
| 1955        | с  | Театр Конрада Нэйджела         | Conrad Nagel Theater              | разные роли (3 эпизода)                           |
| 1957        | с  | Серый призрак                  | The Gray Ghost                    | Алан Андервуд (1 эпизод)                          |
| 1957        | с  | Облава                         | Dragnet                           | (1 эпизод)                                        |
| 1957        | с  | Утренний театр                 | Matinee Theatre                   | Хенли (1 эпизод)                                  |
| 1957        | с  | Театр Зейна Грея               | Zane Grey Theater                 | Ларедо (1 эпизод)                                 |
| 1958        | с  | Юнион Пасифик                  | Union Pacific                     | Джордан Бискалу (1 эпизод)                        |
| 1958        | с  | Досье Уолтера Уинчелла         | The Walter Winchell File          | (1 эпизод)                                        |
| 1958        | с  | Сапоги и сёдла                 | Boots and Saddles                 | Хаббард (1 эпизод)                                |
| 1958        | с  | Люди из Аннаполиса             | Men of Annapolis                  | Бакстер (1 эпизод)                                |
| 1958        | с  | Молчаливая служба              | The Silent Service                | лейтенант-командор Уильям Дей Милликан (1 эпизод) |
| 1958        | с  | Как выйти замуж за миллионера  | How to Marry a Millionaire        | мистер Хейвард (1 эпизод)                         |
| 1959        | с  | Специальный агент 7            | Special Agent 7                   | Джимми (1 эпизод)                                 |
| 1959        | с  | Закон человека с равнины       | Law of the Plainsman              | Рой Камерон (1 эпизод)                            |
| 1959        | с  | Команда М                      | M Squad                           | Джерри Стюарт (1 эпизод)                          |
| 1959        | с  | Кольт 45-го калибра            | Colt .45                          | Дэвид Беласко (1 эпизод)                          |
| 1959        | с  | Представитель закона           | Lawman                            | разные роли (2 эпизода)                           |
| 1959 — 1961 | с  | Сансет-Стрип, 77               | 77 Sunset Strip                   | разные роли (2 эпизода)                           |
| 1960        | с  | Альфред Хичкок представляет    | Alfred Hitchcock Presents         | человек у двери (1 эпизод)                        |
| 1960        | с  | Шоу «Дюпон» с Джун Эллисон     | The DuPont Show with June Allyson | Джефф Уилер (1 эпизод)                            |
| 1960        | с  | Тугой канат                    | Tightrope                         | Джонни Ревски (1 эпизод)                          |
| 1961        | ф  | Операция «Эйхманн»             | Operation Eichmann                | Дэвид                                             |
| 1961        | с  | Шоу Барбары Стэнвик            | The Barbara Stanwyck Show         | майор Смит (1 эпизод)                             |
| 1961        | с  | Питер любит Мэри               | Peter Loves Mary                  | принц Таоса (1 эпизод)                            |
| 1961        | с  | Бунтарь                        | The Rebel                         | Джесс Голт (1 эпизод)                             |
| 1961        | с  | Шепчущий Смит                  | Whispering Smith                  | Майкл Уиттиер (1 эпизод)                          |
| 1961        | с  | Шаг за грань                   | One Step Beyond                   | маркиз де Лафайетт (1 эпизод)                     |
| 1964        | ф  | Шоковая терапия                | Shock Treatment                   | психолог                                          |
| 1964        | с  | Перри Мейсон                   | Perry Mason                       | прокурор Кларк (1 эпизод)                         |
| 1967        | с  | Гомер Куча, морпех             | Gomer Pyle: USMC                  | капитан Кортни (1 эпизод)                         |
| 1967        | с  | Айронсайд                      | Ironside                          | Винсент Лонго (1 эпизод)                          |
| 1969        | с  | Высокий кустарник              | The High Chaparral                | майор Рэмзи (1 эпизод)                            |
| 1970        | ф  | Большая белая надежда          | The Great White Hope              | репортёр (в титрах не указан)                     |
| 1971        | с  | Выдающиеся представления       | Great Performances                | мистер Игл (1 эпизод)                             |
| 1975        | с  | Доктора                        | The Doctors                       | Джереми Хобсон (2 эпизода)                        |
| 1980— 1987  | с  | Все мои дети                   | All My Children                   | разные роли (2 эпизода)                           |
| 1986        | с  | Уравнитель                     | The Equalizer                     | Бен Карриган (1 эпизод)                           |